# Александар Чиркович
Александар Чиркович (серб. Aleksandar Ćirković, трансліт. Александар Ћирковић, нар. 21 вересня 2001, Смедеревська-Паланка) — сербський футболіст, нападник угорського клубу «Ференцварош». Виступав також за низку сербських і закордонних клубів. Чемпіон Угорщини.

## Клубна кар'єра
Александар Чиркович народився 2001 року в місті Смедеревська-Паланка. Займався в юнацьких командах австрійських футбольних клубів «Адміра-Ваккер», «Перктольдздорф» та «Фезендорф». У 2018 році Чиркович розпочав грати за другу команду клубу «Адміра-Ваккер», а з 2020 року грав у першій команді клубу. У 2021 році австрійський клуб відправив сербського нападника в оренду на батьківщину до клубу «Мачва». У 2021 році футболіст на правах постійного контракту перейшов до іспанського клубу «Хімнастік», проте в іспанській команді не заграв, і вже на початку 2022 року повернувся на батьківщину до клубу «Вождовац».
У середині 2022 року сербський нападник перейшов до російського клубу «Крила Рад» (Самара), проте вже в середині 2023 року повернувся на батьківщину до клубу ТСЦ (Бачка-Топола). З початку 2025 року Чиркович грає у складі угорського клубу «Ференцварош». У складі будапештського клубу футболіст у перший же рік виступів став чемпіоном Угорщини.

## Виступи за збірну
У 2022 році Александар Чиркович зіграв 2 матчі у складі молодіжної збірної Сербії.

## Титули і досягнення
- Чемпіон Угорщини (1):

«Ференцварош»: 2024–2025